# Избори за Европейския парламент в България (2007)
Изборите за Европейски парламент през 2007 г. в България са първите избори, с които България избира членове на Европейския парламент, след като страната е включена в Европейския съюз на 1 януари същата година. Изборите се провеждат на 20 май 2007.
Подобни избори през същата година се провеждат и в Румъния (на 25 ноември), другият нов член на Европейския съюз. Това са частични избори за Европейския парламент, тъй като те се провеждат само в двете нови членки. След края на мандата на текущия парламент, който започва през 2004 и приключва през 2009 г., трябва да се проведат нови избори.
За участие в изборите в България са регистрирани общо 14 партии и коалиции, както и двама независими кандидати. В началото на април в предварителните избирателни списъци са включени около 6 741 000 души. За разлика от други видове избори (парламентарни, общински, президентски) на тези избори е определено, че ще могат да участват само граждани, които поне 60 дни от последните 3 месеца имат постоянен и настоящ адрес в България. Заради това условие в предварителните списъци не са включени 232 800 души, 185 000 от които български изселници в Турция (български турци). Българските граждани, гласували за членове на Европейския парламент през 2004 г., нямат право да гласуват на изборите на 20 май 2007 г.
Две от партиите в управляващата коалиция – ДПС (партията за която гласуват много български турци) и БСП, са против решението на изборите да се ограничи правото на глас на българските граждани чрез въвеждането на принципа на отседналост. При подписването на новия закон и президентът Първанов изразява опасенията си, че някои текстове в закона са „отстъпление от демократичните традиции на българското изборно законодателство“.
Право да участват в изборите като кандидат-депутати имат граждани на държави членки на ЕС, които са навършили 21 години, нямат гражданство в държава извън ЕС, имат постоянен адрес в България или (за не-български граждани) имат статут на продължително или постоянно пребиваващи в България и най-малко през последните две години са живели постоянно в държава членка на ЕС.

## Резултати
| Резултати от изборите за Европейски парламент в България на 20 май 2007 година | Резултати от изборите за Европейски парламент в България на 20 май 2007 година | Резултати от изборите за Европейски парламент в България на 20 май 2007 година | Резултати от изборите за Европейски парламент в България на 20 май 2007 година | Резултати от изборите за Европейски парламент в България на 20 май 2007 година | Резултати от изборите за Европейски парламент в България на 20 май 2007 година | Резултати от изборите за Европейски парламент в България на 20 май 2007 година |
| 2007 • 2009 →                                                                  | 2007 • 2009 →                                                                  | 2007 • 2009 →                                                                  | 2007 • 2009 →                                                                  | 2007 • 2009 →                                                                  | 2007 • 2009 →                                                                  | 2007 • 2009 →                                                                  |
| №                                                                              | Кандидатска листа                                                              | Кандидатска листа                                                              | Парламентарна група в ЕП                                                       | Гласове                                                                        | Дял от гласовете                                                               | Мандати                                                                        |
| ------------------------------------------------------------------------------ | ------------------------------------------------------------------------------ | ------------------------------------------------------------------------------ | ------------------------------------------------------------------------------ | ------------------------------------------------------------------------------ | ------------------------------------------------------------------------------ | ------------------------------------------------------------------------------ |
| 1                                                                              |                                                                                | Зелена партия                                                                  | -                                                                              | 9 976                                                                          | 0,51%                                                                          | 0                                                                              |
| 2                                                                              |                                                                                | Съюз на свободните демократи                                                   | -                                                                              | 14 392                                                                         | 0,74%                                                                          | 0                                                                              |
| 3                                                                              |                                                                                | Никола Иванов - независим кандидат                                             | -                                                                              | 2 782                                                                          | 0,14%                                                                          | 0                                                                              |
| 4                                                                              |                                                                                | Ред, законност и справедливост                                                 | -                                                                              | 9 147                                                                          | 0,47%                                                                          | 0                                                                              |
| 5                                                                              |                                                                                | Коалиция на българските социалдемократи                                        | -                                                                              | 37 645                                                                         | 1,94%                                                                          | 0                                                                              |
| 6                                                                              |                                                                                | Демократи за силна България                                                    | -                                                                              | 84 350                                                                         | 4,35%                                                                          | 0                                                                              |
| 7                                                                              |                                                                                | ПЕС - БСП и ДСХ                                                                | Партия на европейските социалисти (ПЕС)                                        | 414 786                                                                        | 21,41%                                                                         | 5 / 18                                                                         |
| 8                                                                              |                                                                                | Съюз на демократичните сили                                                    | -                                                                              | 91 871                                                                         | 4,74%                                                                          | 0                                                                              |
| 9                                                                              |                                                                                | Земеделски народен съюз                                                        | -                                                                              | 29 752                                                                         | 1,54%                                                                          | 0                                                                              |
| 10                                                                             |                                                                                | ГЕРБ                                                                           | Европейска народна партия – Европейски демократи (ЕНП-ЕД)                      | 420 001                                                                        | 21,68%                                                                         | 5 / 18                                                                         |
| 11                                                                             |                                                                                | НДСВ                                                                           | Алианс на либералите и демократите за Европа (АЛДЕ)                            | 121 398                                                                        | 6,27%                                                                          | 1 / 18                                                                         |
| 12                                                                             |                                                                                | Атака                                                                          | Извън парламентарна група                                                      | 275 237                                                                        | 14,20%                                                                         | 3 / 18                                                                         |
| 13                                                                             |                                                                                | Мария Серкеджиева - независим кандидат                                         | -                                                                              | 5 323                                                                          | 0,27%                                                                          | 0                                                                              |
| 14                                                                             |                                                                                | Движение за права и свободи                                                    | Алианс на либералите и демократите за Европа (АЛДЕ)                            | 392 650                                                                        | 20,26%                                                                         | 4 / 18                                                                         |
| 15                                                                             |                                                                                | Комунистическа партия на България                                              | -                                                                              | 18 988                                                                         | 0,98%                                                                          | 0                                                                              |
| 16                                                                             |                                                                                | Граждански съюз за нова България                                               | -                                                                              | 9 398                                                                          | 0,49%                                                                          | 0                                                                              |
| действителни гласове                                                           | действителни гласове                                                           | действителни гласове                                                           | действителни гласове                                                           | 1 937 696                                                                      | -                                                                              |                                                                                |
| празни бюлетини и недействителни гласове                                       | празни бюлетини и недействителни гласове                                       | празни бюлетини и недействителни гласове                                       | празни бюлетини и недействителни гласове                                       | 17 750                                                                         | -                                                                              |                                                                                |
| общо                                                                           | общо                                                                           | общо                                                                           | общо                                                                           | 1 937 696                                                                      | 100%                                                                           | 18 / 18                                                                        |
| Брой на избирателите / избирателна активност                                   | Брой на избирателите / избирателна активност                                   | Брой на избирателите / избирателна активност                                   | Брой на избирателите / избирателна активност                                   | 6 691 080                                                                      | 28,60%                                                                         | -                                                                              |
| получава мандати не успява да получи мандат                                    |                                                                                |                                                                                |                                                                                |                                                                                |                                                                                |                                                                                |
| Източник:Централна избирателна комисия, Европейски парламент                   |                                                                                |                                                                                |                                                                                |                                                                                |                                                                                |                                                                                |

### По райони (%)
- Атака
- ДПС
- ГЕРБ
- НДСВ
- ПЕС – БСП и ДСХ

Избирателната активност е около 28,60%. За евродепутати са избрани:
- от ГЕРБ – 5: Душана Здравкова, Владимир Уручев, Николай Младенов, Петя Ставрева, Румяна Желева
- от БСП – 5: Кристиан Вигенин, Илияна Йотова, Атанас Папаризов, Маруся Любчева, Евгени Кирилов
- от ДПС – 4: Филиз Хюсменова, Мариелка Баева, Метин Казак, Владко Панайотов
- от Атака – 3: Димитър Стоянов, Славчо Бинев, Десислав Чуколов
- от НДСВ – 1: Биляна Раева

## Гласуване на не-български граждани
На изборите могат да гласуват и хора, които не са граждани на България, а са граждани на друга държава от ЕС, но имат статут на продължително или постоянно пребиваващи в България, живели са постоянно най-малко (?) през последните три месеца в държава от ЕС, не са лишени от правото да избират в държавата членка, на която са граждани, и предварително с писмена декларация са заявили желанието си да гласуват в България.

## Възможност за преподреждане на листите
За първи път на избори в България, при вота за евродепутати се въвежда възможността за частично преподреждане на избирателните листи. Това може да стане, като избирателят отбележи на бюлетината предпочитанието (преференцията) си към някой кандидат, който е поставен в неизбираема позиция от партията/коалицията си. Преференциалните гласове обаче ще се вземат под внимание само ако са над 15% от подадените за определена листа, което ограничава тяхното влияние.

## Издигане на кандидатурата на медиците в Либия
Няколко български медии предложиха още през февруари 2007 г. петте медицински сестри, осъдени на смърт в Либия, както и д-р Здравко Георгиев, да бъдат издигнати за кандидати за евродепутати. Целта беше да се ангажира по-тясно ЕС с каузата на медиците и да се направи спасението им по-вероятно. Въпреки първоначалното одобрение на идеята, парламентарните сили приеха текстовете на избирателния закон по такъв начин, че да не позволят на сестрите и д-р Георгиев да бъдат издигнати за български представители в ЕП. Въпреки това, шестимата медици бяха вписани с тяхно съгласие начело на листата на партия Ред, законност и справедливост (РЗС). През април 2007 г. ЦИК отказва да ги впише поради законовия текст, изискващ пребиваване в България или друга страна от ЕС поне 2 години преди провеждането на вота. Единственият кандидат в листата на РЗС остава журналистът Васил Сотиров, един от авторите на идеята. Партията обжалва решението на ЦИК, но Върховният административен съд отхвърля жалбата. Освен това се оказва, че кандидатурата на д-р Здравко Георгиев отделно е била издигната и от инициативен комитет.